# Tapes
Tapes is een gemeente in de Braziliaanse deelstaat Rio Grande do Sul. De gemeente telt 17.216 inwoners (schatting 2009).

## Aangrenzende gemeenten
De gemeente grenst aan Arambaré, Barra do Ribeiro en Sentinela do Sul.